# قصعين أصوف
قصعين أصوف (الاسم العلمي:Salvia lanigera) هو نوع من النباتات يتبع جنس القصعين من الفصيلة الشفوية.